# Bánh cáy

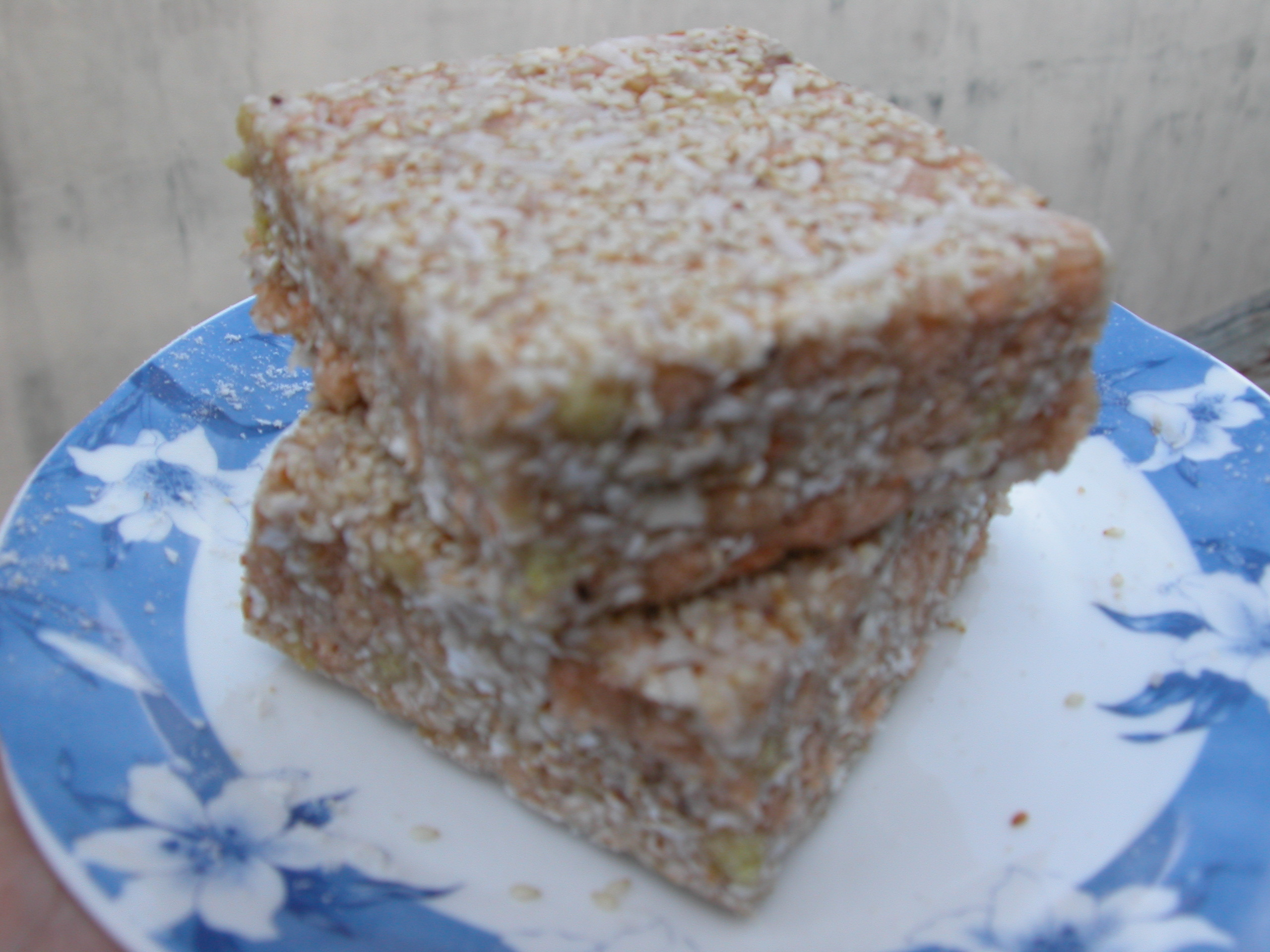
Bánh cáy.

El bánh cáy es un tipo de bánh elaborado en la provincia de Thái Bình (norte de Vietnam). Se hace con arroz glutinoso, azúcar, gac o gardenia, sésamo, zanahoria, cáscara de mandarina y grasa de cerdo. La mezcla se tuesta y muele, y entonces se mezcla y deposita en una molde cuadrado. Recuerda a los huevos del còn cây, un pequeño cangrejo del norte de Vietnam que vive en ríos y tablas de arroz, derivando este bánh su nombre de él. El bánh cáy se sirve tradicionalmente con té.
- Datos: Q5004800